# Hipposideros pomona
Hipposideros pomona (K. Andersen, 1918) è un pipistrello della famiglia degli Ipposideridi diffuso nel Subcontinente indiano e nell'Ecozona orientale.

## Descrizione

### Dimensioni
Pipistrello di piccole dimensioni, con la lunghezza della testa e del corpo tra 36 e 52 mm, la lunghezza dell'avambraccio tra 38 e 43 mm, la lunghezza della coda tra 28 e 35 mm, la lunghezza del piede tra 6 e 9 mm, la lunghezza delle orecchie tra 18 e 25 mm e un peso fino a 9 g.

### Aspetto
Le parti dorsali sono marroni scure, con la base dei peli più chiara, mentre le parti ventrali sono più chiare. È presente una fase color arancione scuro. Le orecchie sono molto grandi e arrotondate. La foglia nasale presenta una porzione anteriore di dimensioni normali, senza fogliette supplementari laterali, un setto nasale triangolare, largo alla base e più stretto tra le narici, leggermente rigonfio e separato lateralmente da solchi profondi, una porzione intermedia liscia e una porzione posteriore provvista di tre setti che la dividono in quattro celle. La coda è lunga e si estende leggermente oltre l'ampio uropatagio. Il primo premolare superiore è piccolo e situato fuori la linea alveolare. 

### Ecolocazione
Emette ultrasuoni ad alto ciclo di lavoro sotto forma di impulsi di breve durata a frequenza costante di 120,8-125,6 kHz.

## Biologia

### Comportamento
Si rifugia in gruppi di alcune centinaia di individui all'interno di grotte, fessure rocciose e gallerie. Tollera gli ambienti urbani.

### Alimentazione
Si nutre di insetti.

## Distribuzione e habitat
Questa specie è diffusa nel Subcontinente indiano, in Indocina, nella Cina meridionale e sull'isola di Hainan.
Vive nelle foreste e in zone disturbate.

## Tassonomia
Sono state riconosciute 3 sottospecie:
- H. p. pomona: stati indiani dell'Andhra Pradesh, Karnataka, Kerala, Tamil Nadu; Camorta nelle Isole Nicobare;
- H. p. gentiles (Andersen, 1918): stati indiani dell'Assam, Arunachal Pradesh, Meghalaya, Nagaland, Sikkim e West Bengal; Nepal centrale e orientale, Bangladesh settentrionale; Myanmar, Thailandia occidentale, Cambogia, Penisola malese settentrionale;
- H. p. sinensis (Andersen, 1918): province cinesi dello Yunnan, Guangxi, Guangdong, Fujian, Hunan e l'isola di Hainan; Laos, Vietnam, Thailandia settentrionale ed orientale.

Recenti studi hanno confermato che l'olotipo di Paracoelops megalotis è un individuo conservato in pessime condizioni di questa specie

## Conservazione
La IUCN Red List, considerato il vasto areale, la popolazione presumibilmente numerosa e la tolleranza alle modifiche ambientali, classifica H.pomona come specie a rischio minimo (Least Concern).